# Xeromunda candiota
Xeromunda candiota is een slakkensoort uit de familie van de Hygromiidae. De wetenschappelijke naam van de soort is voor het eerst geldig gepubliceerd in 1849 door L. Pfeiffer.